# 주간고속도로 제66호선
주간고속도로 제66호선(영어: Interstate 66, I-66)은 미국 동부 버지니아주 미들타운(Middletown)과 수도인 워싱턴 D.C.를 연결하는 총 연장 122.76km의 고속도로이다. 이 66호선은 옛 미국 국도 제66호선과 아무런 연관이 없다. 66호선은 두 개의 주(여기선 버지니아주 + 워싱턴 D.C.)를 통과하는 주간고속도로 중 길이가 가장 짧다. 하지만 거주민이 많은 버지니아주 북부와 워싱턴 D.C.를 연결하는 도로가 66호선 밖에 없어서 통행량은 매우 많다. 따라서 출퇴근 시간의 이곳의 정체는 극심하다.